# Boks na Igrzyskach Wspólnoty Narodów 2002
Boks na Igrzyskach Wspólnoty Narodów 2002 – zawody bokserskie, które odbywały w dniach 27 lipca – 4 sierpnia 2002 r., w Manchesterze.

## Medaliści
| Kat. wagowa                      |                         |                  |                                  |
| -------------------------------- | ----------------------- | ---------------- | -------------------------------- |
| Waga papierowa (– 48 kg)         | Mohamed Ali Qamar       | Darren Langley   | Mohamed Zamzai Taoreed Ajagbe    |
| Waga musza (– 51 kg)             | Kennedy Kanyanta        | Lechedzani Luza  | Nzimeni Msutu Sebastien Gauthier |
| Waga kogucia (– 54 kg)           | Justin Kane             | Andrew Kooner    | Ezekiel Letuka Mark Moran        |
| Waga piórkowa (– 57 kg)          | Haider Ali              | Som Bahadur Pun  | Josua Veikko Benoit Gaudet       |
| Waga lekka (– 60 kg)             | Jamie Arthur            | Dennis Zimba     | Andrew Morris Gilbert Khunwane   |
| Waga lekkopółśrednia (– 63,5 kg) | Darren Barker           | Mohamed Kayongo  | Davies Mwale Davidson Emenogu    |
| Waga półśrednia (– 67 kg)        | Daniel Geale            | Kwanele Zulu     | Danny Codling Ali Nuumbembe      |
| Waga junior średnia (– 71 kg)    | Jean Pascal             | Paul Smith       | Junior Greenidge Craig McEwan    |
| Waga średnia (– 75 kg)           | Paul Miller             | Steven Birch     | Jitender Kumar Michael Walchuk   |
| Waga półciężka (– 81 kg)         | Jegbefumera Bone Albert | Joseph Lubega    | Benjamin McEachran Danie Venter  |
| Waga ciężka (> 91 kg)            | Jason Douglas           | Kertson Manswell | Andrew Young Shane Cameron       |
| Waga superciężka (+ 91 kg)       | David Dolan             | David Cadieux    | Gozie Dijeh Kevin Evans          |